# سن جیاکومو فیلیپو
سن جیاکومو فیلیپو (به ایتالیایی: San Giacomo Filippo) یک کومونه در ایتالیا است که در استان سوندریو واقع شده‌است.

## خصوصیات
سن جیاکومو فیلیپو ۶۲٫۱ کیلومترمربع مساحت و ۴۵۳ نفر جمعیت دارد و ۶۷۹ متر بالاتر از سطح دریا واقع شده‌است.